# 라플란역
라플란역(프랑스어: Gare de La Plaine)은 스위스 제네바주의 다르다니 지자체에 있는 기차역이다. 스위스 연방 철도의 표준궤 리옹-제네바선의 중간 정류장이다.

## 운행편
다음 서비스는 라플란에서 정차한다.
- 레만 익스프레스 L5: 제네바-코르나방까지 운행